# Svarttjärnen (Ore socken, Dalarna, 677835-147749)
Svarttjärnen är en sjö i Rättviks kommun i Dalarna och ingår i Dalälvens huvudavrinningsområde. Sjön har en area på 0,0682 kvadratkilometer och ligger 430,1 meter över havet. Sjön avvattnas av vattendraget Halgån.

## Delavrinningsområde
Svarttjärnen ingår i det delavrinningsområde (677847-148023) som SMHI kallar för Inloppet i Storsjön. Medelhöjden är 355 meter över havet och ytan är 19,08 kvadratkilometer. Det finns inga avrinningsområden uppströms utan avrinningsområdet är högsta punkten. Halgån som avvattnar avrinningsområdet har biflödesordning 3, vilket innebär att vattnet flödar genom totalt 3 vattendrag innan det når havet efter 318 kilometer. Avrinningsområdet består mestadels av skog (84 procent). Avrinningsområdet har 0,07 kvadratkilometer vattenytor vilket ger det en sjöprocent på 0,4 procent.